# Ranoidea (Pelodryadidae)
Ranoidea là một chi ếch thuộc họ Pelodryadidae. Chúng thường được tìm thấy ở Australia, New Guinea, và ở các quần đảo Maluku Islands, Louisiade Archipelago.

## Các loài

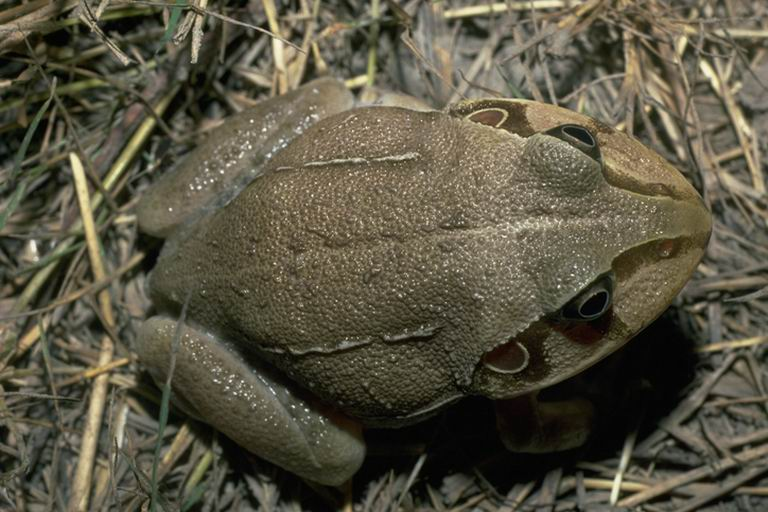
Ranoidea novaehollandiae

- Ranoidea alboguttata (Günther, 1867)
- Ranoidea andiirrmalin (McDonald, 1997)
- Ranoidea aruensis (Horst, 1883)
- Ranoidea auae (Menzies and Tyler, 2004)
- Ranoidea aurea (Lesson, 1829)
- Ranoidea australis (Gray, 1842)
- Ranoidea barringtonensis (Copland, 1957)
- Ranoidea becki (Loveridge, 1945)
- Ranoidea bella (McDonald, Rowley, Richards, and Frankham, 2016)
- Ranoidea booroolongensis (Moore, 1961)
- Ranoidea brevipes (Peters, 1871)
- Ranoidea brongersmai (Loveridge, 1945)
- Ranoidea bulmeri (Tyler, 1968)
- Ranoidea caerulea (White, 1790)
- Ranoidea callista (Kraus, 2013)
- Ranoidea cavernicola (Tyler and Davies, 1979)
- Ranoidea chloris (Boulenger, 1892)
- Ranoidea citropa (Péron, 1807)
- Ranoidea cryptotis (Tyler and Martin, 1977)
- Ranoidea cultripes (Parker, 1940)
- Ranoidea cyclorhynchus (Boulenger, 1882)
- Ranoidea dahlii (Boulenger, 1896)
- Ranoidea daviesae (Mahony, Knowles, Foster, and Donnellan, 2001)
- Ranoidea dayi (Günther, 1897)
- Ranoidea dorsivena (Tyler, 1968)
- Ranoidea elkeae (Günther and Richards, 2000)
- Ranoidea eschata (Kraus and Allison, 2009)
- Ranoidea eucnemis (Lönnberg, 1900)
- Ranoidea exophthalmia (Tyler, Davies, and Aplin, 1986)
- Ranoidea fuscula (Oliver and Richards, 2007)
- Ranoidea genimaculata (Horst, 1883)
- Ranoidea gilleni (Spencer, 1896)
- Ranoidea gracilenta (Peters, 1869)
- Ranoidea graminea (Boulenger, 1905)
- Ranoidea impura (Peters and Doria, 1878)
- Ranoidea jungguy (Donnellan and Mahony, 2004)
- Ranoidea kroombitensis (Hoskin, Hines, Meyer, Clarke, and Cunningham, 2013)
- Ranoidea kumae (Menzies and Tyler, 2004)
- Ranoidea lesueurii (Duméril and Bibron, 1841)
- Ranoidea longipes (Tyler and Martin, 1977)
- Ranoidea lorica (Davies and McDonald, 1979)
- Ranoidea macki (Richards, 2001)
- Ranoidea maculosa (Tyler and Martin, 1977)
- Ranoidea maini (Tyler and Martin, 1977)
- Ranoidea manya (Van Beurden and McDonald, 1980)
- Ranoidea moorei (Copland, 1957)
- Ranoidea myola (Hoskin, 2007)
- Ranoidea nannotis (Andersson, 1916)
- Ranoidea napaea (Tyler, 1968)
- Ranoidea novaehollandiae (Steindachner, 1867)
- Ranoidea nudidigita (Copland, 1963)
- Ranoidea nyakalensis (Liem, 1974)
- Ranoidea occidentalis (Anstis, Price, Roberts, Catalano, Hines, Doughty, and Donnellan, 2016)
- Ranoidea pearsoniana (Copland, 1961)
- Ranoidea phyllochroa (Günther, 1863)
- Ranoidea piperata (Tyler and Davies, 1985)
- Ranoidea platycephala (Günther, 1873)
- Ranoidea pratti (Boulenger, 1911)
- Ranoidea raniformis (Keferstein, 1867)
- Ranoidea rara (Günther and Richards, 2005)
- Ranoidea rheocola (Liem, 1974)
- Ranoidea rivicola (Günther and Richards, 2005)
- Ranoidea robinsonae (Oliver, Stuart-Fox, and Richards, 2008)
- Ranoidea rueppelli (Boettger, 1895)
- Ranoidea serrata (Andersson, 1916)
- Ranoidea spenceri (Dubois, 1984)
- Ranoidea spinifera (Tyler, 1968)
- Ranoidea splendida (Tyler, Davies, and Martin, 1977)
- Ranoidea subglandulosa (Tyler and Anstis, 1983)
- Ranoidea vagitus (Tyler, Davies, and Martin, 1981)
- Ranoidea verrucosa (Tyler and Martin, 1977)
- Ranoidea wilcoxii (Günther, 1864)
- Ranoidea xanthomera (Davies, McDonald, and Adams, 1986)